# Бурнашов, Роберт Андреевич
Роберт Андреевич Бурнашов (20 января 1947, Табага, Мегино-Кангаласский район, Якутская АССР, РСФСР, СССР — 29 января 2003) — советский экономист и российский политик, член Совета Федерации (2002—2003).

## Биография
В 1969 году окончил физико-математический факультет Якутского государственного университета, в 1980 году — Новосибирский институт народного хозяйства, кандидат экономических наук, Заслуженный экономист Российской Федерации (почётное звание присвоено указом Президента России № 319 от 7 марта 1999 года); Заслуженный работник народного хозяйства Республики Саха (Якутия).
В 1974 году пришёл на работу в Статистическое Управление Якутской АССР, где со временем получил должность начальника отдела.
В 1984 году назначен заместителем Председателя Государственного комитета Якутской АССР по ценам, в 1990 году — первым заместителем Председателя Госплана Якутской АССР.
С 1991 года возглавлял Государственный комитет Республики Саха (Якутия) по управлению государственным имуществом, приватизации и антимонопольной политики, с 1993 года — Государственный комитет Республики Саха (Якутия) по экономике и прогнозированию. С 1995 года — заместитель Председателя Правительства РС (Я).
В 1997 году назначен директором Департамента пенсионной службы Республики Саха (Якутия), с 2000 года управлял отделением Пенсионного фонда РФ — Единой пенсионной службы по РС (Я). С 2001 по 2003 год — советник Президента Международной Ассоциации Пенсионных фондов.
Народный депутат Государственного Собрания (Ил Тумэн) Республики Саха (Якутия) второго и третьего созывов. Состоял в Комитете по бюджету, финансам, налоговой и ценовой политике и в Контрольном комитете.
28 января 2002 года избран представителем Ил Тумэна в Совете Федерации.
С февраля 2002 года входил в Комитет Совета Федерации по делам Севера и малочисленных народов.
Полномочия члена Совета Федерации Р. А. Бурнашова прекращены с 23 января 2003 года постановлением Совета Федерации № 2-СФ от 29 января 2003 года в связи с истечением срока полномочий Государственного Собрания (Ил Тумэн) Республики Саха (Якутия) второго созыва.
Скончался 29 января 2003 года.

## Награды
- Заслуженный экономист Российской Федерации (7 марта 1999 года) — за заслуги в области экономики и финансовой деятельности[4]
- Почётная грамота правительства Российской Федерации (18 января 1997 года) — за вклад в развитие экономики Республики Саха (Якутия), совершенствование федеративных отношений и многолетней добросовестный труд[5]